# Snavlunda, Örebro kommun

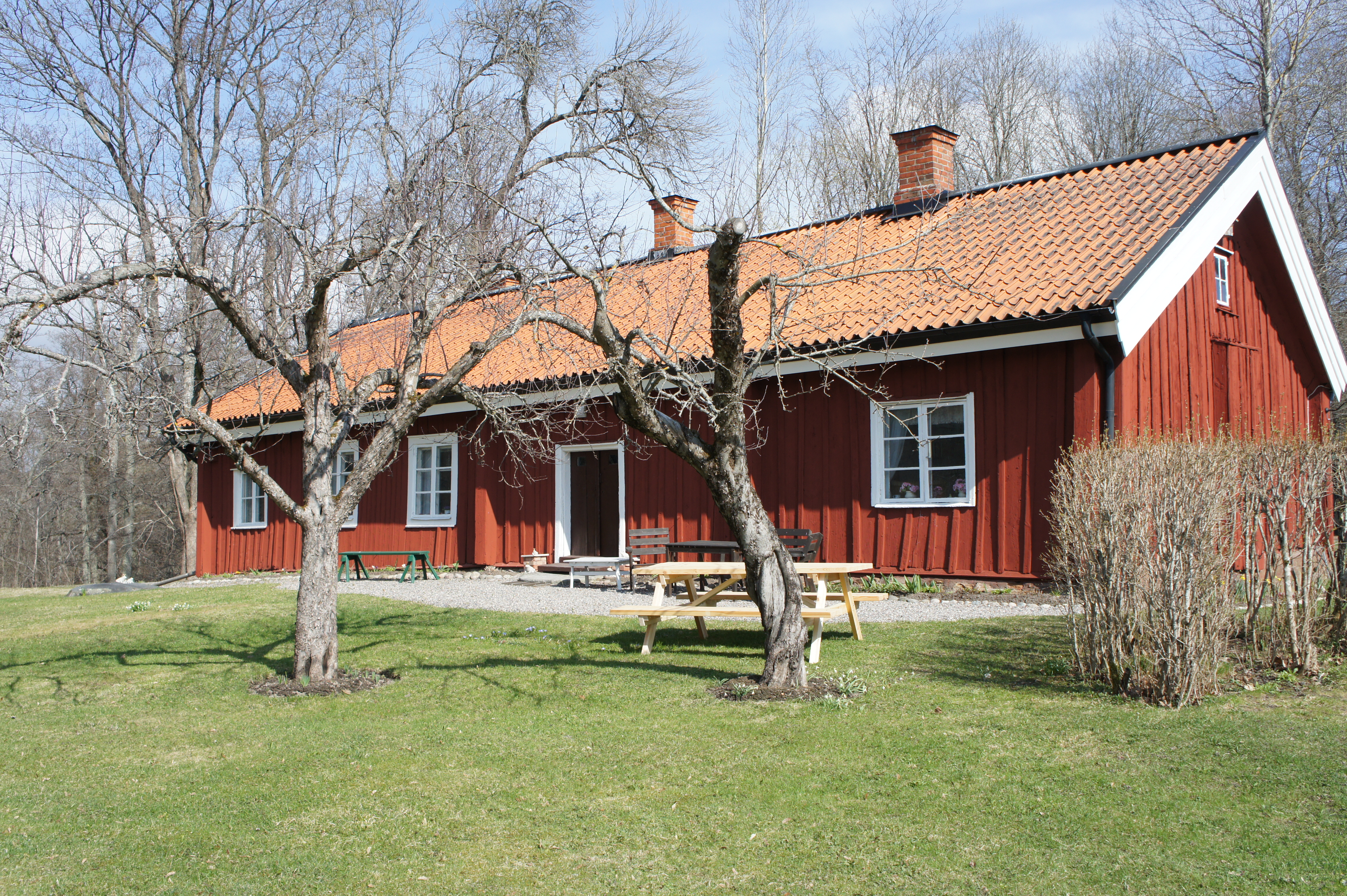
"Långkatekesen" eller "Kronobyggningen" i Snavlunda. Örebros äldsta byggnad på ursprunglig plats.

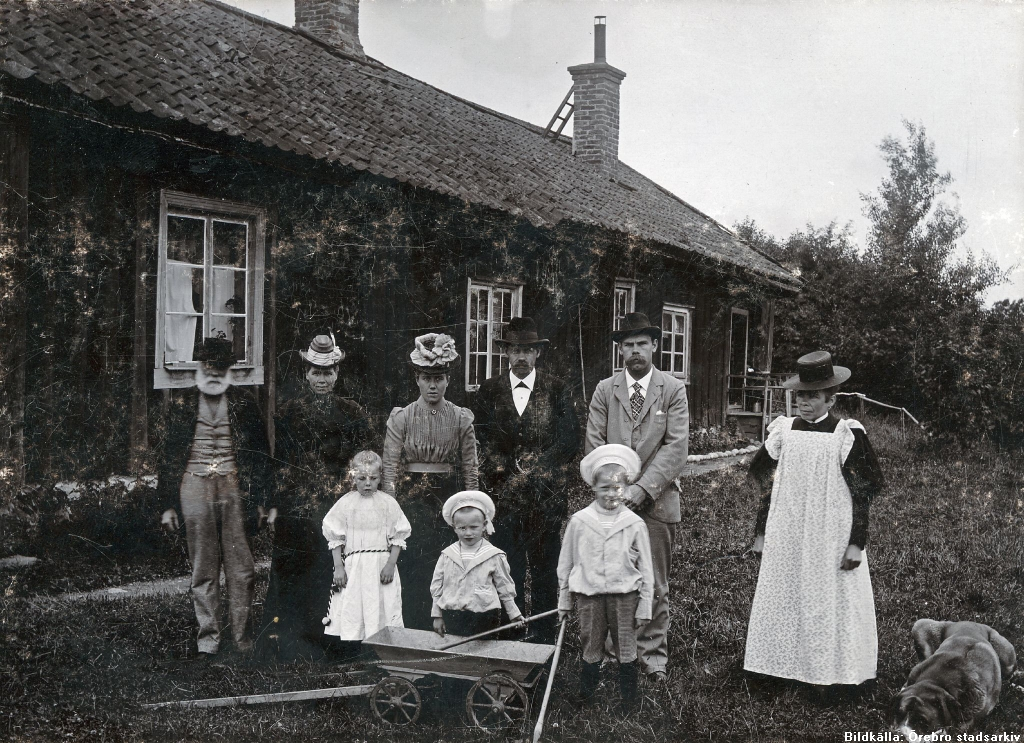
"Långkatekesen" på 1890-talet. På bilden ser man murare Per Erik Runn och hans familj.

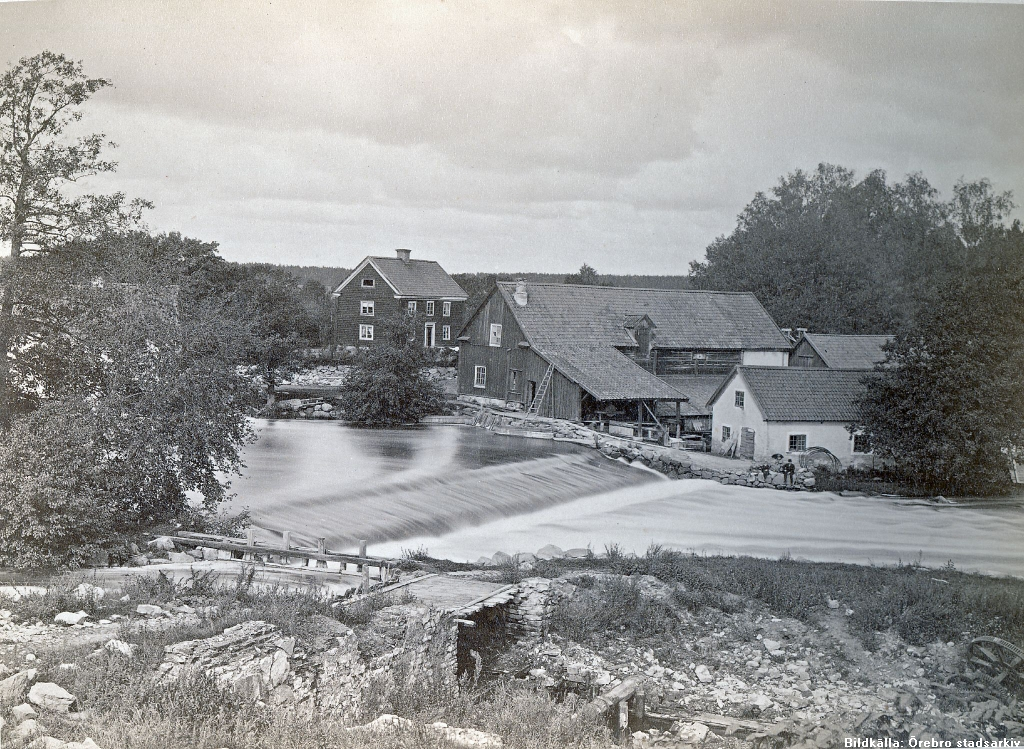
Norra kvarnen på 1880-talet sedd från Borrarebacken. Mjölnarebostaden till vänster, kvarnbyggnaden med såg i mitten och benstamp med oljeslageri till höger. I förgrunden ses rester av ett brännvinsberänneri.

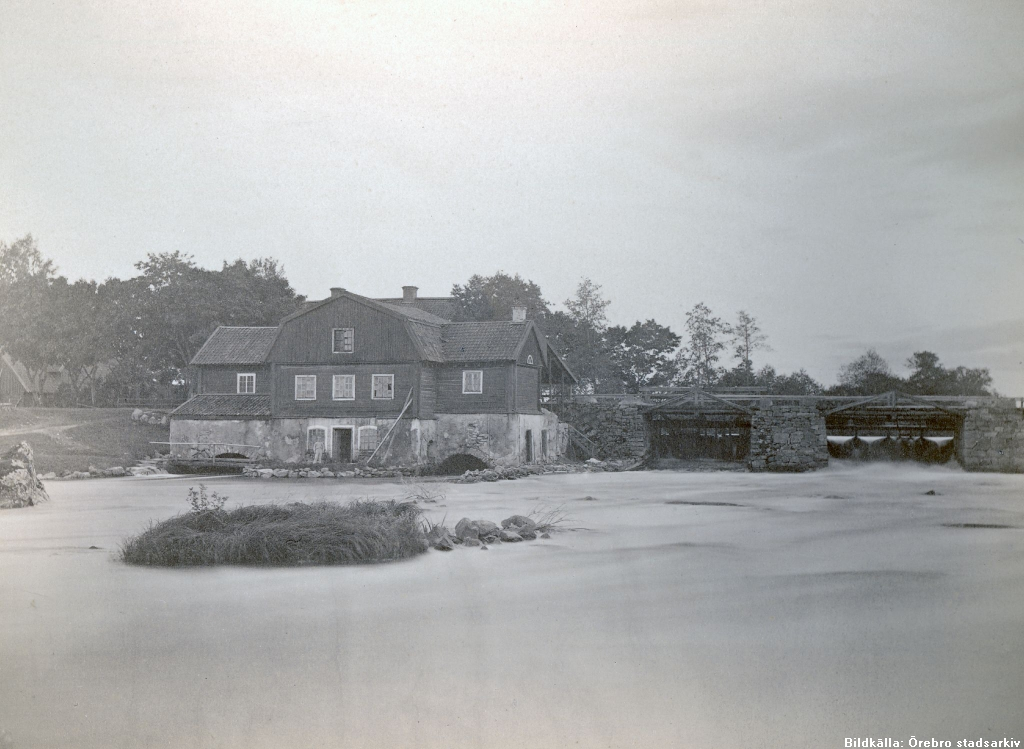
Snavlunda södra kvarn på 1890-talet.

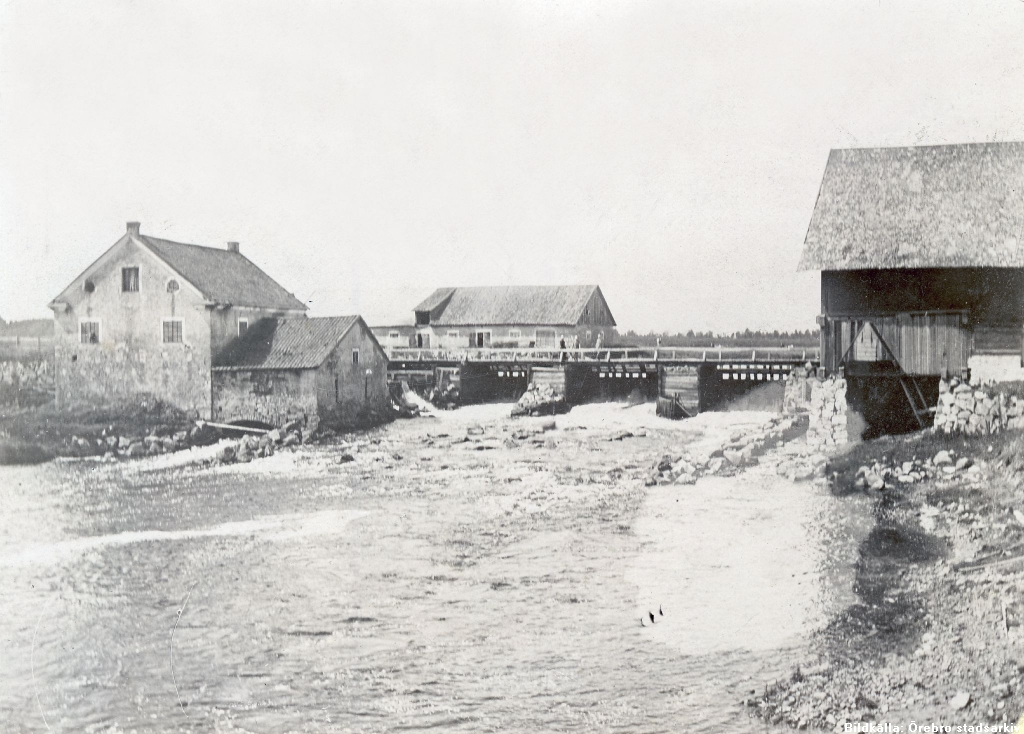
Övre kvarnen i Snavlunda år 1894.

Snavlunda är en by belägen vid Svartån i Ånsta socken, Örebro kommun.
Vid Snavlunda bildar Svartån ett fall, och detta har genom seklerna utnyttjats för olika ändamål. Där har bl.a. funnits flera kvarnar, en stångjärnshammare och ett gevärsfaktori. Efter 1897, då Karlslunds kraftstation togs i bruk, finns vid Snavlunda en damm, varifrån leder en grävd kanal fram till kraftstationen.

## Snavlunda gevärsfaktori
Gevärsfaktoriet låg vid Borrarebacken. Faktoriet anlades av kronan år 1603 och lades ner 1795. Verksamheten flyttade då till Huskvarna gevärsfaktori. Gevärsfaktoriet i Snavlunda var aktivt under samma tid som Örebro gevärsfaktori, och var åtminstone under senare delen av sin tillvaro organisatoriskt en del av detta. Om gevärsfaktoriet i Snavlunda skriver Bagge (1785):
| ”                  | ...faktoriets borr- och tåg- samt beredningsverk uti ett stenhus av 2 våningar, varav den nedre har 6 stycken borrbänkar och ett grövre slipverk. I den övre våningen är tåg- och beredningsverket, som en gång tågar och bereder 7 pipor på vardera armen, samt därhos ett finare slipverk. Alltsammans drives med vatten. Likaledes har faktoriet här ett beskjutningshus av sten, varuti en beskjutarebänk med överlag för några och 20 pipor är inrättad. | „ |
| – Bagge s. 299-300 | |   |

Bagge uppger vidare att arbetsstyrkan bestod av 2 pipvällare, 4 borrare, 1 bajonettsmed, 1 slipare och 1 byggmästare med dräng. Hela bemanningen hade "boningsrum samt små åkrar och kålgårdar på stället".
Det långa trähuset vid Borrarebacken, från början kallad Kronobyggningen, senare Långkatekesen, byggdes redan 1763. Det är det äldsta bevarade huset i Karlslundsområdet, och fanns redan på gevärsfaktoriets tid. Den innehöll förstuga, kök, två kamrar och en stor sal. Den var avsedd för vällsmed och piparbetare. Salen skulle användas till "arbetsverkstad, för allt vad som till pipan hör, eller och till materialhus".

## Snavlunda hammare
Snavlunda hammare anlades omkring 1630 av Casten Otter. Här framställdes bl.a. rörplåt för gevärsfaktoriet. Snavlunda hammare lades ner på 1690-talet. Om hammaren i Snavlunda skriver Bagge:
| ”              | ...Snavlunda, en halv mil från staden belägna ämnes- och vällhammaren, där alla de pipor som sedan vid faktoriet arbetas, varda utsmidda, samt vällda och beredda. Dessa hamrar hava sitt eget stenhus med en äskja och tvenne eldstäder. | „ |
| – Bagge s. 299 | |   |

## Karlslunds manufakturverk
Efter nedläggningen av gevärsfaktoriet inköptes Borrarebacken med dess byggnader 1797 av Christian Günther, Karlslunds herrgårds ägare. Byggnaderna var i dåligt skick, men det gällde att utnyttja dem på bästa sätt. 
Günther fick av Bergskollegium tillstånd att inrätta en manufaktursmedja med två knipphamrar och fyra spikhamrar, för två hjulstockar och två ässjor till förädling av 400 skeppund stångjärn årligen. Stångjärnet skulle förädlas till "knip-, band- och bultjärn samt spik och andra svartsmidessorter, varå avsättning kan vinnas och vid de privilegierade verkstäder kunna beredas och det under härhos tecknade stämpel."
Günther arrenderade år 1802 ut manufakturverket till bruksinpektöreren Nils Johan Smaraeus på sex år, men redan 1806 hade verket en ny arrendator, regementsskrivaren J.G. Herholtz. Günther tog så småningom själv tillbaka driften, men den lades ner 1819 när Carl Henrik Anckarsvärd övertog Karlslunds herrgård. Kvar blev då en knipphammare för tillverkning av åkerbruksredskap och annat grovt smide.

## Kvarnar vid Snavlunda

### Norra kvarnen
Se: Karlslunds herrgård
Den norra kvarnen låg mittemot Borrarebacken på norra åstranden. Den tillhörde därmed Karlslunds herrgård och Längbro socken. Byggnaderna finns ännu kvar.

### Södra kvarnen
Den sista kvarnbyggnaden uppfördes 1804 och revs 1888. I början av 1800-talet ägdes den södra kvarnen av familjen Falkenstedt. Kommerserådet C.G. Broms köpte halva kvarnen år 1818. Kvarnen såldes i sin helhet till Johan August Anckarsvärd på Karlslund år 1853.

### Snavlunda övre kvarn
Den senast anlagda kvarnen vid Snavlunda var Snavlunda övre kvarn som anlades på 1840-talet av Johan August Anckarsvärd. Den stod nästan klar 1846. Den övre kvarnen låg där "Fallen" i Snavlunda ligger idag, och torde även den ha lagts ner när då Karlslunds nya kvarn togs i bruk.